# ベルトラン・デ・ボルン

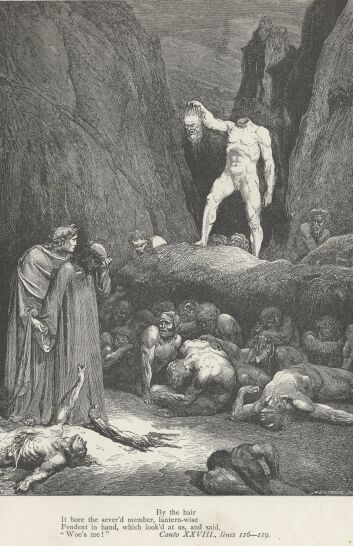
ギュスターヴ・ドレの挿絵によるボルン

ベルトラン・ド・ボルン（Bertran de Born, 1140年ごろ - 1215年以前）は、中世フランスの兵士・トルバドゥール・オートフォール子爵。兄弟のコンスタンタンと領地の相続をめぐって争った。プロヴァンスのある評伝によると、イングランド王ヘンリー2世は、ヘンリー若王がボルンに唆されて自分を裏切ったのだと確信していたという。ちなみにボルンの代表作は、《ラサ、偽りと無縁の人は》という。ダロン修道院で最期を迎えた。
ダンテは『神曲』の地獄篇(第28歌）において、ボルンが罰を受け、切り落とされた自分の頭を両手に抱えて運ぶ姿を描き出している。この場面はドレのほか、ボッティチェリやウィリアム・ブレイクなど多くの作品がある。